# たまごかけごはん (漫画家)
たまごかけごはんは、日本の漫画家。成人向け漫画を執筆している。

## 略歴
2005年、晋遊舎の漫画賞「第34回ポプリ大賞」において、「パンチラ小僧」という作品で佳作を受賞。
同社の漫画雑誌『COMICポプリクラブ』2006年3月号で商業誌デビューを果たし、以後隔月で執筆するようになる（なお同回の準入選受賞者は中年）。
ペンネームの通り、「卵がかかった茶椀飯」を自画像としている。

## 作風・人物
以下は全て初単行本のあとがきより。
- 元々は他の漫画家（具体的に誰なのかは不明）のアシスタントをしており、デビュー後も雑誌執筆の無い時は、アシスタントを継続している。
- 「ポプリ大賞」と同時期に他社の漫画賞も受賞したが、晋遊舎の編集者が編集部内で自分をプッシュしてくれたため、同社での執筆を決めたという。
- 作品はどれも読み切りだが、1作1作に凝った裏設定を作る傾向があり、単行本の「作品解説」で明かしている。
- 初期の頃は、読者からまったく反響の無い作品が何本もあったという。
  - ギャグ系の作品をメインで描いていたが、評判が良くないのでエロとギャグの両立は諦めたとのこと。

## 単行本
1. 『よくかきまぜてめしあがれ♥』 2008年6月27日発売[1]、マックス〈ポプリコミックス〉、ISBN 978-4-903491-70-7
雑誌掲載作の内の11本と1本の描き下ろしを収録した単行本。
2. 『Pure Select』 2009年8月27日発売[2]、マックス〈ポプリコミックス〉、ISBN 978-4-86379-006-3
2冊目の単行本。